# La Curva, Guasave
La Curva är en ort i Mexiko.   Den ligger i kommunen Guasave och delstaten Sinaloa, i den västra delen av landet, 1 200 km nordväst om huvudstaden Mexico City. La Curva ligger 20 meter över havet och antalet invånare är 157.
Terrängen runt La Curva är mycket platt. Runt La Curva är det ganska tätbefolkat, med 80 invånare per kvadratkilometer. Närmaste större samhälle är Guasave, 15,2 km väster om La Curva. Trakten runt La Curva består till största delen av jordbruksmark.